# Olympische Winterspiele 2014/Teilnehmer (Armenien)
| Gelbes Symbol für Goldmedaillen mit stilisierten Olympischen Ringen | Graues Symbol für Silbermedaillen mit stilisierten Olympischen Ringen | Braundes Symbol für Bronzemedaillen mit stilisierten Olympischen Ringen |
| ------------------------------------------------------------------- | --------------------------------------------------------------------- | ----------------------------------------------------------------------- |
| —                                                                   | —                                                                     | —                                                                       |

Armenien nahm an den Olympischen Winterspielen 2014 in Sotschi mit vier Athleten in zwei Sportarten teil. Fahnenträger der armenischen Delegation bei der Eröffnungszeremonie war Sergej Mikajeljan.

## Sportarten

### Ski Alpin
| Athleten          | Wettbewerb   | Zeit        | Rang |
| ----------------- | ------------ | ----------- | ---- |
| Männer            |              |             |      |
| Arman Serebrakian | Riesenslalom | 2:58,40 min | 46   |
| Arman Serebrakian | Slalom       | 2:00,57 min | 34   |

### Skilanglauf
| Athleten          | Wettbewerb             | Zeit            | Rang            |
| ----------------- | ---------------------- | --------------- | --------------- |
| Frauen            |                        |                 |                 |
| Katja Galstjan    | 10 km klassisch        | 35:26,4 min     | 64              |
| Männer            |                        |                 |                 |
| Sergej Mikajeljan | 30 km Doppelverfolgung | 1:13:16,6 h     | 46              |
| Sergej Mikajeljan | 15 km klassisch        | 42:39,1 min     | 46              |
| Artur Jeghojan    | 30 km Doppelverfolgung | 1:17:44,5 h     | 63              |
| Artur Jeghojan    | 15 km klassisch        | nicht gestartet | nicht gestartet |